# Franz-David Baumann
Franz-David Baumann (* 14. Oktober 1958 in Oberkirch (Baden)) ist ein deutscher Jazzmusiker (Trompete, Komposition) und Dozent. Besondere Bekanntheit erreichte Baumann durch seine musikalischen Hörspiele für Kinder.

## Leben und Wirken
Baumann erhielt 1977 seine Fachhochschulreife am Gymnasium Oberkirch. Er studierte Trompete und Komposition am Richard-Strauss-Konservatorium bei Rolf Quinque und Peter Jona Korn (1977–1984) und an der Musikhochschule München bei Wilhelm Killmayer (1984–1989).
1985 gründete Baumann das Franz-David Baumann Quintett. Er nahm teil an Jazzworkshops mit Art Farmer, Hal Galper, Slide Hampton und Manfred Schoof sowie an Blechbläserworkshops mit Malte Burba und Laurie Frink (New York). 1989 gründet Baumann sein Panama-Ensemble, mit dem er Musik für Kinder und Erwachsene aufführte. Zwischen 1999 und 2006 war er Mitglied im International Composers and Improvisers Ensemble Munich (u. a. mit den Gästen Barry Guy, Giancarlo Schiaffini und George Lewis). Auch gab er Konzerte in Ulrichsberg (Kaleidophon) und Glasgow (Center of Contemporary Arts).
Seit 1990 ist Baumann Dozent und Musikalischer Leiter an der Neue Jazzschool München (Trompete, Arrangement + Komposition, Gehörbildung, Workshop). 2007 gründete er die Berufsfachschule für Musik des Vereins Neue Jazzschool München e.V. in der Fachrichtung Rock Pop Jazz zusammen mit Max Neissendorfer. Seit September 2007 ist Baumann Leiter der Berufsfachschule für Musik in der Fachrichtung Rock Pop Jazz.
Baumann gründete überdies 2000  die Giordano Bruno Consulting Group (Rock-Pop-New Jazz-Electronic) in Zusammenarbeit mit Siegfried Rössert. 2002 entstand sein Plattenlabel Panama-Records, um fortan eigene, unabhängige Musikproduktionen zu veröffentlichen, zuerst die CD-Produktion April Waltz mit dem Franz-David Baumann Quintett.

## Musikalisches Schaffen
- 1988 – Filmmusik zu "Sing Vogel, sing" Kleines Fernsehspiel im ZDF Versuch einer Jazzoper: "Coole Bleibe".
- 1994–1997 – Baumann erhielt Kompositionsaufträge von Vereinte Versicherungen für: „Post für den Tiger“, „Der Hamster Radel“, „Wie der Maulwurf beinahe in der Lotterie gewann“ und „Der Rattenfänger von Hameln“.
- 2000 – er erhielt den Kompositionsauftrag der Kölner Philharmonie: „Der Trommler“ Gregory Charamsa/F.D.Baumann frei nach Grimm´s Märchen (Uraufführung am 18. November 2000) Kölner Philharmonie Coproduktion mit WDR Köln und Deutsche Grammophon.
- 2002 – er erhielt den Kompositionsauftrag für „Inspektor Maus“ für Big Band (Lumberjack Big Band/Stoess AG).
- 2002 – Kompositionsportrait – Uraufführung der Suite für Big Band sowie diverser Kammermusikwerke im Kulturzentrum Einstein München mit dem ICI Forum
- 2003 – München Uraufführung „Das kleine Lumpenkasperle“ Michael Ende/Franz-David Baumann *Thienemann Verlag / Das Bombardon Annegert Fuchshuber/Franz-David Baumann
- 2003 – Mindelheim Uraufführung der Hänsel und Gretel – Ballettproduktion mit Musik von Franz-David Baumann
- 2004 – Richard-Strauss-Tage Garmisch-Partenkirchen – Uraufführung Till Eulenspiegel Kinderkonzert (Richard Strauss/Franz-David Baumann)
- 2004 – Österreichische Erstaufführung der Big Band Fassung von „Inspektor Maus“ im Konzerthaus Wien mit der Think Bigger Big Band (Anton Bruckner Privatuniversität Linz)
- 2004 – Aufnahmesession mit der ICI Big Band Studio 2 Bayerischer Rundfunk München. Uraufführung – Einspielung der 2004 entstandenen Komposition „Voodoo Junction“ für Big Band
- 2005 – Bremen Sommer in Lesmona Uraufführung der Orchesterfassung von „Der Rattenfänger von Hameln“ mit der Deutschen Kammerphilharmonie Bremen / Leitung Franz-David Baumann
- 2005 – Kompositionsauftrag Klavier-Festival Ruhr „1000 Stiefel“ von Max Kruse
- 2006 – Uraufführung Orchesterfassung „Oh, wie schön ist Panama“ „Der Maulwurf Grabowski“ Staatsorchester Braunschweig Ltg. Franz-David Baumann
- 2006 – Jazzfestival München – Uraufführung „Rückschall“ für Big Band ICI-Big Band München
- 2006 – Tripelspiel mit Martin Wolfrum – Kirchenorgel, Johannes Bauer – Posaune, Franz-David Baumann Trompete Flügelhorn – Uraufführung „Calls and Shouts“
- 2007 – Franz-David Baumann Quintett BR – Mitschnitt Jazzclub Unterfahrt München
- 2007 – Veröffentlichung der Auftragskomposition „1000 Stiefel“ von Max Kruse als Buch mit CD (Illustration Doris Eisenburger) bei Ueberreutter Wien
- 2007 – Produktion und Aufnahme und Veröffentlichung von Aziza mit dem Franz-David Baumann Quintett.
- 2008 – Neuaufnahme und Veröffentlichung von „Inspektor Maus“ bei Panama-Records
- 2010 – Einspielung der Filmmusik „Kleine Lichter“ mit Franka Potente für Mona Davis Musikproduktion „Die Pecorinos“ Neuerscheinung Sommer 2010 bei Terzio als Buch und CD mit Henk Flemming/Doris Eisenburger/Franz-David Baumann
- 2013 – „Die Pecorinos“ – „Liebe ist manchmal Käse“ Neuerscheinung des zweiten Pecorinos Bandes Sommer 2013 bei Terzio/Carlsen als Buch und CD mit Henk Flemming/Doris Eisenburger/Franz-David Baumann
- 2018 – Die Pecorinos Band III „Käse in New York“

## Auszeichnungen / Preise
- 1988 – Musikpreis der Stadt München Komposition größerer Orchester- und Kammermusikwerke, sowie Lieder nach Texten von Christian Morgenstern, Hermann Hesse, Philippe Soupault.
- 1998 – Deutscher Schallplattenpreis für „Der Inspektor Maus“ (Mäuse Jazz Krimi)
- 2000 – Deutscher Schallplattenpreis  für „Der Rattenfänger von Hameln“
- 1997 – Auszeichnung folgender Werke und CDs mit einem Leopold (Preis): „Die Theaterhasen – Der Dicke Karpfen Kilobald“, „Der Maulwurf Grabowski – Der Hamster Radel“, „Wie der Maulwurf beinahe in der Lotterie gewann“ und „Oh, wie schön ist Panama – Post für den Tiger“
- 2004 – Zusammen mit Friedemann von Rechenberg Gewinner des Electric Renaissance Wettbewerbes im Rahmen der Georg Friedrich Händel Festspiele Halle/Saale
- 2009 – Auszeichnung der Neuaufnahme „Inspektor Maus“ mit dem Medienpreis Leopold „Ich mach Dich gesund - Janosch“ erschienen bei Terzio als Buch mit CD
- 2011 – Nominierung der Produktionen „Ich mach Dich gesund – Janosch“ und „Die Pecorinos“ für den Medienpreis Leopold

## Diskographische Hinweise
Franz-David Baumann Quintett:
- April Waltz (Panama-Records, 2002)
- AZIZA (Panama-Records, 2007)
- Und draußen tobt die Welt (Panama-Records, 2016)

Panama Ensemble:
- Der Trommler
- Wie der Maulwurf beinahe in der Lotterie gewann
- Die Theaterhasen – der Dicke Karpfen Kilobald
- Inspektor Maus
- Die Rattenfänger von Hameln
- Oh, wie schön ist Panama – Post für den Tiger
- Die Waldmaus macht einen Weihnachtsbesuch
- Das Bombardon
- Der Maulwurf Grabowski – Der Hamster Radel
- Tausend Stiefel
- Ich mach dich gesund sagte der Bär – Das Musical
- Inspektor Maus (Panama-Records, 2008)
- Die Pecorinos Band I
- Die Pecorinos Band II „Liebe ist manchmal Käse“
- Die Waldmaus macht einen Weihnachtsbesuch (Panama-records, 2011)
- Die Pecorinos Band III „Käse in New York“